# Quang Hào
Quang Hào (tên khai sinh là Trần Văn Hào) sinh năm 1980 tại Quảng Nam, là ca sĩ, nhà quản lý văn hóa, được tặng danh hiệu Nghệ sĩ ưu tú năm 2023. Hiện anh là Giám đốc Nhà hát Trưng Vương, Thành phố Đà Nẵng.

## Tiểu sử và sự nghiệp
Mê ca hát từ nhỏ, Quang Hào thường trốn ba mẹ đi xem các chương trình ca nhạc hoặc cải lương mỗi khi có đoàn hát về làng. Thời học sinh, nhờ hát hay mà anh được nhiều thầy cô và bạn bè quý mến.  
Khi đang trong quân ngũ, Quang Hào thi Sao Mai 2003, và được Trường Đại học Văn hóa - Nghệ thuật Quân đội tiếp nhận vào học ở ngôi trường anh mơ ước.
Nhờ nỗ lực, Quang Hào đã khẳng định được giọng ca của của mình bên cạnh đó cũng phấn đấu hoàn thành tốt nhiệm vụ học tập. Sau khi tốt nghiệp loại xuất sắc chuyên ngành thanh nhạc Trường Đại học Văn hóa - Nghệ thuật Quân đội anh được nhà trường giữ lại làm giảng viên tại Hà Nội. Thời gian này, Quang Hào giành được nhiều giải thưởng về ca hát: Giải nhất Giọng hát hay Quảng Nam 2003, Giải nhì Sao Mai năm 2005, Huy chương vàng Liên hoan ca múa nhạc chuyên nghiệp toàn quốc năm 2009.
Năm 2012, Quang Hào từ Hà Nội về Đà Nẵng đầu quân cho Đoàn ca múa nhạc Nhà hát Trưng Vương. Thời gian đầu mới về Đà Nẵng, Quang Hào rơi vào trạng thái chông chênh. Anh nhớ giảng đường Trường Đại học Văn hóa Nghệ thuật quân đội, nhớ sân khấu Hà Nội, nhớ những người bạn gắn bó từ thuở hàn vi đến lúc cùng trưởng thành từ giải Sao Mai..
Năm 2017, Quang Hào được bổ nhiệm Quyền Giám đốc và đến năm 2018, anh được bổ nhiệm làm Giám đốc Nhà hát Trưng Vương, Thành phố Đà Nẵng. Sau đó đến năm 2023, anh được bổ nhiệm lại chức vụ này cho đến nay.
Tháng 7 năm 2023, Quang Hào được VTV vinh danh trong chương trình Con đường âm nhạc. Và cùng năm này, anh được Nhà nước phong tặng Nghệ sĩ ưu tú.

## Album phòng thu
- Em gái quê mình (2008)
- Vết chân tròn trên cát (2009)
- Ôi một người con gái (2011)
- Mời em về thăm phố biển (2013)
- Chuyện thì thầm (2016)
- Về Quảng Nam (2021)

## Giải thưởng
- Giải nhất Giọng hát hay Quảng Nam 2003
- Giải nhì Sao Mai năm 2005
- Huy chương vàng liên hoan ca múa nhạc chuyên nghiệp toàn quốc năm 2009

## Vinh danh
- Con đường âm nhạc, VTV thực hiện tháng 7 năm 2023